# Джунгарія
Джунгарія (монг. Зүүнгар, у джерелах часів Російської імперії також Дзюнгарія або Зюнгарія кит.: 準噶爾, каз. Жоңғария, уйг. جۇڭغار ئويمانلىقى) — природно-історична область, пустеля в Центральній Азії, на північному заході Китаю, один з регіонів пустелі Гобі («джунгарська Гобі»). Обмежена горами Монгольського Алтаю на півночі і сході і Тянь-Шанем на півдні. Крайній схід пустелі переходить в Монгольську Гобі. Перебуває у складі Сіньцзян-Уйгурського автономного району.
На території пустелі було Джунгарське ханство.

## Географія

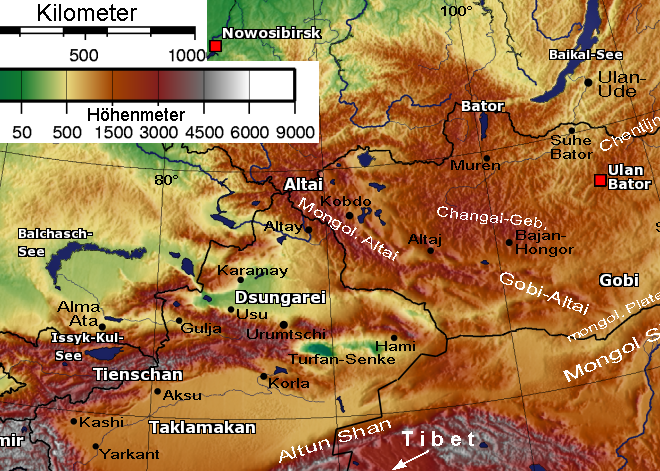
Джунгарія і Таримський басейн.

Площа 777 000 км². Переважні висоти 600—800 м. Центральна частина Джунгарії зайнята піщаними пустелями з барханами заввишки до 35 м. По периферії розташовані напівпустелі та передгірні степи. Клімат континентальний, сухий. Часті вітри. Річки центральної частини губляться в пісках; на півночі — верхів'я Іртиша. На заході — кілька великих озер (Ебі-Нур та інші).
У складі області розрізняють Дзосотин-Елісун (Курбантонгут), Карамайлі, Кобб та інші.